# Södermanlands runinskrifter 226
Runinskrift Sö 226 är en runsten som finns i Norra Stutby, Sorunda socken på Södertörn. Den är känd sedan 1600-talet och på 1930-talet stod i en mindre, uppodlad backe några hundra meter om gården Norra Stutby och där strax intill byns utfart står den fortfarande.
Ristningen är utförd i stilen fågelperspektiv och ristaren torde vara Amunde. Förutom den sedvanliga runormen som slingrar utmed stenens ytterkant består ornamentiken av en häst som är placerad där det kristna korset annars brukar vara.

## Inskriften
Translitterering av runraden:
+ biairn + auk + uibiarn × auk : hrafni + auk + ketilbiarn + r---(t)(u) × (s)[t]ain : at + kairbirn faþur -...
Normalisering till runsvenska:
Biarn ok Vibiarn ok Hrafni ok Kætilbiarn r[æis]tu stæin at GæiRbiarn, faður [sinn].
Översättning till nusvenska:
Björn och Vibjörn och Ramne och Kättilbjörn reste stenen efter Gerbjörn, (sin) fader.

### Fotnoter
1. ↑  Fornminnesregistret: 454:1
2. ↑  Vikingatida runstenar i Sorunda socken, Palle Budtz, 1996, Sorunda hembygdsförening
3. 1 2  Samnordisk runtextdatabas, Sö 226, 2014
4. ↑  Elias Wessén, Erik Brate, red (1924-1936). Sveriges runinskrifter. Bd 3, Södermanlands runinskrifter. Stockholm: KVHAA. http://www.raa.se/runinskrifter/sri_sodermanland_b03_h04_text_1b.pdf